# Vanessa Redgrave
Vanessa Redgrave, DBE (ur. 30 stycznia 1937 w Londynie) – brytyjska aktorka filmowa, teatralna i telewizyjna.
Laureatka Oscara dla najlepszej aktorki drugoplanowej za rolę w filmie Julia (1977) Freda Zinnemanna. Ponadto zdobywczyni m.in. nagrody Emmy, Złotego Globu oraz Honorowego Złotego Lwa za całokształt twórczości na 75. MFF w Wenecji (2018). Przez całe życie zaangażowana społecznie i politycznie, ambasadorka dobrej woli UNICEF.

## Życiorys
Urodziła się w Londynie jako córka pary aktorów: Michaela Redgrave’a i Rachel Kempson. Sam Laurence Olivier ogłosił narodziny córki Michaela publiczności, po zakończeniu sztuki Hamlet w teatrze The Old Vic (M. Redgrave grał w tej sztuce Laertesa). Aktorka miała dwójkę rodzeństwa, które również parało się aktorstwem: siostrę Lynn (1943–2010) oraz brata Corina (1939-2010).
Vanessa pobierała nauki w The Alice Ottley School w Worcesterze i w Queen’s Gate School w Londynie. W 1954 rozpoczęła studia aktorskie w Central School of Speech and Drama w Londynie.
Jedyna aktorka dwukrotnie nagrodzona Złotą Palmą dla najlepszej aktorki: na 19. MFF w Cannes zdobyła ją za rolę w filmie Morgan: przypadek do leczenia (1966), a na 22. MFF w Cannes – za tytułową kreację w filmie Isadora (1969). Wielokrotnie nagradzana również za role teatralne, w tym nagrodą Tony w 2003 za rolę w Zmierzchu długiego dnia wg Eugene’a O’Neilla na nowojorskim Broadwayu. W 1994 wydała wspomnienia Vanessa Redgrave: An Autobiography.
Aktorka znana jest ze swoich lewicowych poglądów. W 1999 odznaczona komandorią Orderu Imperium Brytyjskiego (CBE). Nie używa przysługującego jej z tego tytułu przedimka Dame.

## Życie prywatne
Jej pierwszym mężem w latach 1962–1967 był reżyser Tony Richardson. Para miała dwie córki Natashę (1963–2009) i Joely (ur. 1965), które zgodnie z rodzinną tradycją zostały aktorkami.  W 2006 roku poślubiła swojego długoletniego partnera, aktora Franco Nero, z którym ma syna Carlo (ur. 1969).

## Filmografia
Filmy fabularne

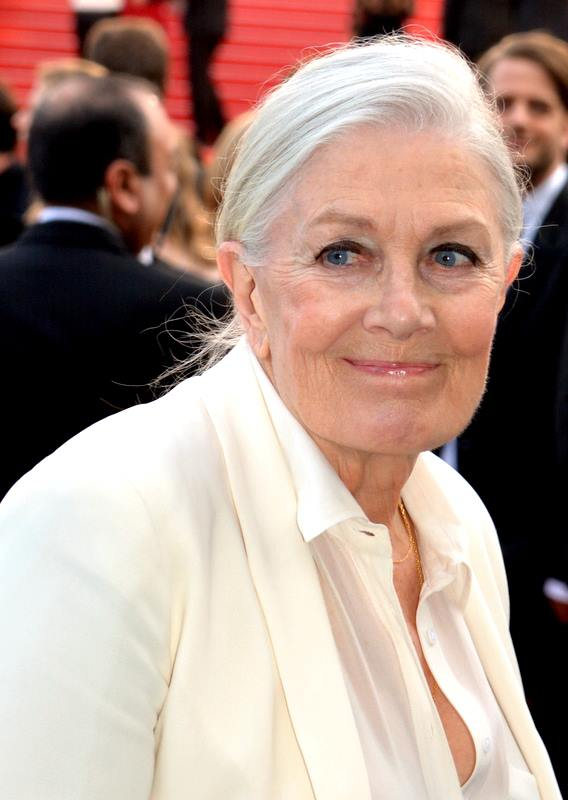
Vanessa Redgrave (2016)

- 2022: The Lost Girls jako prababcia
- 2021: Finding You jako Cathleen
- 2019: Układ idealny jako Elsa Breht
- 2016: Tajny dziennik jako Lady Rose
- 2014: Foxcatcher jako Jean du Pont
- 2013: The Thirteenth Tale jako Vida Winter
- 2013: Kamerdyner (The Butler) jako Annabeth Westfall
- 2012: Z miłości do... (Song for Marion) jako Marion
- 2012: The Last Will and Testament of Rosalind Leigh jako Rosalind Leigh
- 2011: Anonimus (Anonymous) jako królowa Elżbieta I
- 2011: Auta 2 (Cars 2) jako królowa / Mama Topolino (głos)
- 2011: Koriolan (Coriolanus) jako Volumnia
- 2010: Safari 3D (Konferenz der Tiere) jako Winifred (głos)
- 2010: Niewygodna prawda (The Whistleblower) jako Madeleine Rees
- 2010: Miral jako Bertha Spafford
- 2010: Listy do Julii (Letters to Juliet) jako Claire Wyman
- 2009: Ewa (Eve) jako Ewa
- 2009: The Day of the Triffids jako Durrant
- 2009: Identity of the Soul jako narrator
- 2008: Gud, lukt och henne
- 2008: Ein Job jako Hannah Silbergrau
- 2008: Restraint jako Lektorka Sky News #2
- 2007: Wieczór (Evening) jako Ann Grant Lord
- 2007: Pokuta (Atonement) jako starsza Briony
- 2007: Uroki życia (How About You) jako Georgia Platts
- 2007: The Riddle jako Roberta Elliot
- 2006: Złodziejaszki (Herr der Diebe) jako siostra Antonia
- 2006: Venus jako Valerie
- 2006: The Shell Seekers jako Peneople Keeling
- 2005: Biała hrabina (The White Countess) jako księżniczka Vera Belinskya
- 2005: Short Order jako Marianne
- 2005: The Keeper: The Legend of Omar Khayyam jako The Heiress
- 2004: The Fever jako kobieta
- 2003: Byron jako lady Melbourne
- 2003: Dobry piesek (Good Boy!) jako Psia Mość (głos)
- 2002: Wzbierająca burza (The Gathering Storm) jako Clemmie Churchill
- 2002: Medalion (The Locket) jako Esther Huish
- 2002: Zbrodnia i kara (Crime and Punishment) jako pani Raskolnikow
- 2001: Jack i czarodziejska fasola (Jack and the Beanstalk: The Real Story) jako księżna Wilhelmina / Matriarch
- 2001: Obietnica (The Pledge) jako Annalise Hansen
- 2000: Escape to Life: The Erika and Klaus Mann Story jako narrator
- 2000: Gdyby ściany mogły mówić 2 (If These Walls Could Talk 2) jako Edith Tree
- 2000: Na skrzydłach anioła (A Rumor of Angels) jako Maddy Bennett
- 2000: Mirka jako Kalsan
- 2000: The 3 Kings jako kapłanka
- 2000: Children’s Story, Chechnia (głos)
- 1999: Przerwana lekcja muzyki (Girl, Interrupted) jako dr Sonia Wick
- 1999: Nieproszony gość (Uninvited) jako pani Ruttenburn
- 1999: Cradle Will Rock jako hrabina LaGrange
- 1998: Dzień zagłady (Deep Impact) jako Robin Lerner
- 1998: Lulu na moście (Lulu on the Bridge) jako Catherine Moore
- 1997: Biały labirynt (Smilla's Sense of Snow) jako Elsa Lubing
- 1997: Wilde. Historia pisarza (Wilde) jako lady Speranza Wilde
- 1997: Kobiety mafii (Bella Mafia) jako Graziella Luciano
- 1997: Pani Dalloway (Mrs. Dalloway) jako Clarissa Dalloway
- 1997: Deja vu (Déjá vu) jako Skelly
- 1996: Mission: Impossible jako Max
- 1996: The Willows in Winter jako babcia
- 1996: Matka przeciw matce (Two Mothers for Zachary) jako Nancy Shaffell
- 1995: Miesiąc nad jeziorem (A Month by the Lake) jako panna Bentley
- 1995: Down Came a Blackbird jako Anna Lenke
- 1995: The Wind in the Willows jako narrator / Babcia (głos)
- 1994: Mała Odessa (Little Odessa) jako Irina Shapira
- 1993: Dom dusz (The House of the Spirits) jako Nivea del Valle
- 1993: Rozterki serca (Storia di una capinera) jako siostra Agata
- 1993: Dom zagubionych dusz (They) jako Florence Latimer
- 1993: Chłopcy mamusi (Mother’s Boys) jako Lydia
- 1993: Un muro de silencio jako Kate Benson
- 1993: Great Moments in Aviation jako dr Angela Bead
- 1992: Powrót do Howards End (Howards End) jako Ruth Wilcox
- 1991: Młodość Katarzyny (Young Catherine) jako Cesarzowa Elżbieta
- 1991: Ballada o Sad Cafe (The Ballad of the Sad Cafe) jako panna Amelia
- 1991: What Ever Happened to Baby Jane? jako Blanche Hudson
- 1990: Opowieść roznoszącego zarazę (Diceria dell'untore) jako siostra Crucifix
- 1990: Pogrzeb Stalina (Pochorony Stalina) jako Angielska dziennikarka
- 1990: Romeo-Juliet jako matka Capulet (głos)
- 1990: Orfeusz zstępujący (Orpheus Descending) jako lady Torrance
- 1988: Czekoladowy sekret (Consuming Passions) jako pani Garza
- 1988: A Man for All Seasons jako lady Alice More
- 1987: Nadstaw uszu (Prick Up Your Ears) jako Peggy Ramsay
- 1986: Towarzysze (Comrades) jako pani Carlyle
- 1986: Second Serve jako Richard Radley / Renee Richards
- 1985: Wetherby jako Jean Travers
- 1985: Łaźnia (Steaming) jako Nancy
- 1984: Bostończycy (The Bostonians) jako Olive Chancellor
- 1983: Sing Sing jako królowa
- 1982: My Body, My Child jako Leenie Cabrezi
- 1980: Playing for Time jako Fania Fenelon
- 1979: Agata (Agatha) jako Agatha Christie
- 1979: Jankesi (Yanks) jako Helen
- 1979: Wyspa Niedźwiedzia (Bear Island) jako Heddi Lindquist
- 1977: Julia jako Julia
- 1976: Siedmioprocentowy roztwór (The Seven-Per-Cent Solution) jako Lola Deveraux
- 1975: Po sezonie (Out of Season) jako Ann
- 1974: Morderstwo w Orient Expressie (Murder on the Orient Express) jako Mary Debenham
- 1971: Diabły (The Devils) jako siostra Jeanne
- 1971: Maria, królowa Szkotów (Mary, Queen of Scots) jako Maria I Stuart
- 1971: Trojańskie kobiety (The Trojan Women) jako Andromacha
- 1971: Wakacje (La vacanza) jako Immacolata Meneghelli
- 1970: Drop-out jako Mary
- 1970: En mor med två barn väntandes sitt tredje
- 1969: Spokojne miejsce na wsi (Un tranquillo posto di campagna) jako Flavia
- 1969: Och! Co za urocza wojenka (Oh! What a Lovely War) jako Sylvia Pankhurst
- 1968: Szarża lekkiej brygady (The Charge of the Light Brigade) jako pani Clarissa Morris
- 1968: Isadora jako Isadora Duncan
- 1968: Mewa (The Sea Gull) jako Nina
- 1967: Marynarz z Gibraltaru (The Sailor from Gibraltar) jako Sheila
- 1967: Camelot jako Guenevere
- 1967: Red and Blue jako Jacky
- 1966: Oto jest głowa zdrajcy (A Man for All Seasons) jako Anna Boleyn
- 1966: Powiększenie (Blowup) jako Jane
- 1966: Morgan: przypadek do leczenia (Morgan: A Suitable Case for Treatment) jako Leonie Delt
- 1963: As You Like It jako Rosalind
- 1958: Behind the Mask jako Pamela Gray
- 1956: Men, Women and Clothes: Sense and Nonsense in Fashion

Seriale telewizyjne
- 2017: Mężczyzna w pomarańczowej koszuli jako Flora
- 2014: The Black Box jako dr Hartramph
- 2013: Playhouse Presents jako starsza kobieta
- 2012–2023: Call the Midwife jako Mature Jenny (głos)
- 2012: Political Animals jako Diane Nash
- 2009: The Day of the Triffids jako Durrant
- 2004–2009: Bez skazy (Nip/Tuck) jako doktor Erica Noughton
- 1992: Kroniki młodego Indiany Jonesa (The Young Indiana Jones Chronicles) jako matka Vicky
- 1986: Piotr Wielki (Peter the Great) jako Zofia
- 1985: American Playhouse jako Sarah Cloyce
- 1984: Faerie Tale Theatre jako Zła królowa
- 1983: Wagner jako Cosima von Bulow
- 1973: A Picture of Katherine Mansfield jako Katherine Mansfield
- 1965: Love Story
- 1964: Armchair Theatre jako Sally
- 1964: First Night jako Maggie
- 1960: BBC Sunday-Night Play jako Monica Claverton-Ferry

Producent wykonawczy
- 2004: The Fever
- 2000: Children’s Story, Chechnia

## Nagrody
- Nagroda Akademii Filmowej Najlepsza aktorka drugoplanowa: 1977: Julia
- Złoty Glob
  - Najlepsza aktorka drugoplanowa w serialu, miniserialu lub filmie telewizyjnym: 2001: Gdyby ściany mogły mówić 2
  - Najlepsza aktorka drugoplanowa: 1977: Julia
- Nagroda Emmy
  - Najlepsza aktorka drugoplanowa w serialu, miniserialu lub filmie telewizyjnym: 2000: Gdyby ściany mogły mówić 2
  - Najlepsza aktorka w miniserialu lub filmie telewizyjnym: 1981: Playing for Time
- Nagroda Gildii Aktorów Ekranowych Najlepsza aktorka drugoplanowa w serialu, miniserialu lub filmie telewizyjnym: 2001: Gdyby ściany mogły mówić 2
- Nagroda Tony Najlepsza aktorka w sztuce: 2003: Zmierzch długiego dnia
- Nagroda na MFF w Cannes
  - Najlepsza aktorka: 1969: Isadora
  - 1966: Morgan: przypadek do leczenia
- Nagroda na MFF w Wenecji 2018: Honorowy Złoty Lew za całokształt twórczości
- Europejska Nagroda Filmowa: 2023: Nagroda za całokształt twórczości[4]